# Felipe Juan Froilán de Marichalar i de Borbó
Felipe Juan Froilán de Todos los Santos de Marichalar i de Borbó (Madrid, 17 de juliol de 1998) és el fill primogènit de la infanta Helena de Borbó i de Grècia (duquessa de Lugo) i Jaime de Marichalar y Sáenz de Tejada (Cavaller Hijodalgo de l'Il·lustre Solar de Tejada). Per via materna és net dels reis emèrits d'Espanya, Joan Carles I i Sofia de Grècia, i nebot de l'actual rei d'Espanya Felip VI. Per via paterna, és net d'Amalio de Marichalar y Bruguera (VIII comte de Ripalda) i Concepción Sáenz de Tejada (Dama Divisera Hijadalgo de l'Il·lustre Solar de Tejada).
Felipe Juan Froilán, actualment, és quart a la línia de successió al tron espanyol, només per darrere d'Elionor de Borbó, Sofia de Borbó i la seva mare, la infanta Elena. Té una germana dos anys menor, Victoria Federica de Marichalar i de Borbó (n. 9 de setembre de 2000).

## Biografia
Felipe Juan Froilán de Todos los Santos de Marichalar y Borbón va ser batejat amb el nom de Felipe en honor del seu tiet, el futur rei Felip VI d'Espanya; Juan pel seu besavi, Joan de Borbó, comte de Barcelona, Froilán perquè aquest és el sant patró de Lugo (la seva mare era la duquessa de Lugo) i de Todos los Santos, com és tradició a la Casa Reial Espanyola.
Tot i que, generalment, se'l coneix popularment a la premsa com a Froilán, a la seva família se l'anomena Felipe. Com a fill d'una infanta d'Espanya, se li atorga el tractament de Sa Excel·lència, a més de posseir la dignitat de Gran d'Espanya.
Felipe Juan Froilán és Cavaller Hijodalgo de l'Il·lustre Solar de Tejada, com el seu pare i la seva germana petita. Els seus padrins van ser el seu avi matern, Joan Carles I, i la seva àvia paterna, María de la Concepción Sáenz de Tejada y Fernández de Boadilla, comtessa vídua de Ripalda.
El 9 d'abril de 2012, trobant-se a la finca de la seva família paterna a Garray (Sòria), es va disparar a si mateix, accidentalment, ferint-se al peu esquerra. Felipe es va disparar un cartutx de perdigons amb una escopeta del calibre 36, mitjançant la qual estava realitzant pràctiques de tir. El seu pare va haver de comparèixer davant la Guàrdia Civil, ja que la legislació espanyola no permet l'ús d'armes de foc a menors de 14 anys, com era el cas de Felipe en aquell moment. La jutgessa va arxivar la causa contra Jaime de Marichalar, després de no apreciar imprudència greu. No obstant això, per aquests fets se li va obrir un judici de faltes que va finalitzar amb la imposició d'una sanció estimada de 150 euros.
El 2020, diversos mitjans de comunicació van revelar que, almenys durant tres exercicis fiscals, Froilán —igual que la seva germana Victoria Federica— va utilitzar targetes opaques per pagar-se despeses personals. Aquests fons procedien de diners sense declarar a la Hisenda espanyola, dipositats en un compte ocult, administrat en nom del seu avi Joan Carles de Borbó i investigat per la Fiscalia Anticorrupció. Per aquest canal de finançament, també emprat per les infantes Helena i Cristina, haurien circulat més de 250.000 euros.
La nit del 17 de juliol de 2022, en ocasió de la celebració del seu vint-i-quatrè aniversari, va assistir de festa a la discoteca Opium Beach Club de Marbella i s'hi va produir un intercanvi de trets i ganivetades entre narcotraficants. L'incident va causar quatre ferits de bala i el presumpte autor dels trets, que va rebre ferides d'arma blanca al cap i al tòrax.